# Eyvind Skaldaspillir
Eyvindr Finnsson med tilnavnet Skaldaspillir (måske skjaldekunst-ødelæggeren) var skjald hos kong Håkon den Gode og berømt for sin virtuose brug af kenninger (poetiske omskrivninger).
Hans fødselsår er ukendt; men sandsynligvis blev han født i 920'erne på øen Alsta i Nordland. Han omtales i anden strofe af den norske nationalsang Ja, vi elsker (i linjen "medens Øyvind kvad").

## Baggrund
Eyvind var søn af Gunnhild Halvdansdatter, der ifølge Egils saga og Snorre var datter af Harald Hårfagers datter Ingebjørg og Halvdan jarl. Hårfager var altså Eyvinds oldefar, mens hans far var Finn Skjalge Eyvindsson, søn af Øyvind Lambe, som igen var søn af Berle-Kåre fra Nordfjord. Øyvind Lambe blev gift med Torolv Kveldulvssons enke, Sigrid Sigurdsdatter, og flyttede til hendes gård Sandnes på øen Alsta. Øyvind Lambes søskende var skjalden Olve Nuva og Salbjørg, der var farmor til Egil Skallagrimsson; dermed var Eyvind Skaldaspillir næstsøskendebarn både af Egil Skallagrimson og Håkon jarl.
Eyvind var gift; hans kones navn kendes ikke, men han blev far til Hårek på Tjøtta (ca. 965–1036), en af de mægtigste høvdinger i Hålogaland; han gik i Olav Tryggvasons tjeneste og kæmpede mod Olav Haraldsson i slaget ved Stiklestad.
Eyvind var søsterdattersøn til Håkon den Gode, som han også var hirdskjald for. Eyvind tilhørte altså det norske aristokrati og var også den sidste af de betydelige norske hirdskjalde. Der er rejst en bautasten for ham udenfor Tjøtta kirke, med den trøstende indskrift: Lita er lidande stund men lang er matmåls-stunda (= Liden [kort] er lidelsens stund, men lang er måltids-stunden).

## Håkon den Godes død og Eyvinds tilnavn
I 961 døde kong Håkon af sine sår efter slaget ved Fitjar på Stord. Selv om kongen var kristen, ville Eyvind hædre ham som en brav kriger, der havde gjort sig fortjent til en plads i Valhal. ("Fenrisulven skal fare løs mellem menneskeslægter, før kongens lige kommer hertil og sætter sig i sædet.") Kvadet Hákonarmál til kongens ære, fremført da han blev begravet på Seim på øen Lindås udenfor Bergen, er blevet stående som et usædvanligt klenodie fra brydningstiden mellem hedenskab og kristendom.
Tilnavnet har nogen opfattet som skabt af Eyvinds fjender, fordi han lånte hele verselinjer fra ældre kvad og benyttede enkle versemål. Det anonyme digt Eiríksmál har været model for Hákonarmál, og Eyvind citerer en verselinje fra eddadigtet Hávamál i den sidste strofe: Deyr fé, deyja frændr (= Fæ dør, frænder dør). Det første bemærkes i Fagrskinna, men ikke som en kritik. Hákonarmál i eddaversemål og Háleygjatal i kviðuháttr er digtet i enkle vers, men det var almindeligt ved mindedigte. Háleygjatal følger samme versemål som det ældre Ynglingatal, der på samme vis omtaler slægtskabsforhold.
Den negative tolkning af tilnavnet - at det skulle være en anklage om plagiat - er en moderne tolkning uden grundlag i middelalderens kilder. Tværtimod, da Snorre skrev sin lærebog om skjaldedigtning, Den yngre Edda, hentede han mange eksempler fra Eyvinds kvad. Det har været foreslået, at tilnavnet skyldtes, at Eyvind blev anset for en så uovertruffen digter, at han helt overstrålede sine samtidige.

## En fattig skjald - sidste år
Efter Håkon den Godes død overgik magten til Erik Blodøkses sønner. Der kom flere år med misvækst og nød. 
Eyvind fortæller, at det sneede om vinteren, og i lausavise (= kort vers) 12, at "ligesom finnerne [han mener samerne] holder vi gederne inde". I lausavise 14 fortæller han, at han - for at købe sild og få noget at spise - måtte sælge alle sine pile og en brystnål, han havde fået af islændingene som belønning for et vers om dem. (Det er gået tabt.) Af lausavise 10 fremgår, at han ikke ville fortsætte i Harald Gråfelds tjeneste, da han begyndte at blive gammel og allerede havde tjent en herre. I striden mellem Eriksønnerne og Ladejarlene tog han parti for Håkon jarl (de var næstsøskendebørn gennem mødrene). Som gammel digtede Eyvind Háleygjatal til sin slægtnings ære, hvor Ladejarlenes æt føres tilbage til Odin og jættekvinden Skade - et mindst ligeså ærefuldt ophav som Ynglingeættens i Ynglingatal, hvor slægten føres tilbage til Frej og jættekvinden Gerd.
Han digtede om "luftens sild" (pilene) og "havets pile" (sildene) – og havet som "ålehimlen".
I den dansk-amerikanske Poul Andersons roman Mother of Kings er Eyvind Skaldaspillir den vigtigste antagonist.